# Plugari
Plugari est une commune roumaine située dans le județ de Iași.